# Văn Tiến Dũng
Văn Tiến Dũng (Hanoi, 2 maggio 1917 – Hanoi, 17 marzo 2002) è stato un generale, politico e scrittore vietnamita.
Originario di una famiglia povera nell'area rurale intorno ad Hanoi, entrò nel movimento rivoluzionario Viet Minh come capo militare e durante la guerra d'Indocina divenne il principale collaboratore del comandante in capo Võ Nguyên Giáp, svolgendo un ruolo importante nella battaglia di Dien Bien Phu.
Nel 1954 Văn Tiến Dũng, promosso generale, divenne il capo di stato maggiore dell'Esercito popolare del Vietnam e diresse insieme a Giap l'intervento dal 1964 delle forze regolari del Vietnam del Nord nella guerra del Vietnam. Nel 1975 assunse il comando in capo dell'offensiva finale contro il Vietnam del Sud (campagna di Ho Chi Minh) e raggiunse la vittoria completa sbaragliando in breve tempo l'esercito avversario e conquistando Saigon il 30 aprile 1975.
Dopo la vittoria, divenne Ministro della Difesa del Vietnam e scrisse un interessante libro di memorie sulla campagna finale del 1975, tradotto anche in inglese con il titolo di Our Great Spring Victory: An Account of the Liberation of South Vietnam.